# Степусь, Ольга Васильевна
О́льга Васи́льевна Сте́пусь (бел. Вольга Васільеўна Сцепусь; род. 30 июля 1983, Брест, Брестский район, Брестская область, БССР, СССР) —  белорусский государственный и политический деятель, депутат Палаты представителей Национального собрания VIII созыва.

## Биография
Родилась 30 июля 1983 года в Бресте, Белоруссия, в семье педагогов. Окончила Брестский государственный университет по специальности «Физическая культура и спорт, тренерская работа», аспирантуру Белорусского государственного университета физической культуры, Академию управления при Президенте Республики Беларусь по специальности «Государственное управление и экономика». В 2004 году преподавала физическую культуру в школе, с 2005 по 2010 годы работала преподавателем кафедры спортивных дисциплин Брестского государственного университета. В период 2010—2024 годов работала директором в Брестском областном центре олимпийского резерва по водным видам спорта.
25 февраля 2024 года избрана Депутатом Палаты представителей Национального собрания Белоруссии.

### VIII созыв (с 22 марта 2024 года)
Во время функционирования Палаты представителей VIII созыва является членом Постоянной комиссии по здравоохранению, физической культуре, семейной и молодежной политике.
Законопроекты:
- «Об изменении законов по вопросам профилактики безнадзорности и правонарушений несовершеннолетних».

## Выборы
| Кандидат                    | Кандидат                   | Партия                            | Голосов | %   |
| --------------------------- | -------------------------- | --------------------------------- | ------- | --- |
|                             | Степусь, Ольга Васильевна  | Беспартийная                      |         |     |
|                             | Яловой, Павел Сергеевич    | Партия «Белая Русь»               |         |     |
|                             | Омельянюк, Илья Леонидович | Либерально-демократическая партия |         |     |
| Против всех                 |                            |                                   |         |     |
| Недействительных бюллетеней |                            |                                   |         |     |
| Всего                       | Всего                      | Всего                             |         | 100 |
| Явка избирателей            |                            |                                   |         |     |

## Личная жизнь
Замужем. Отец — мастер спорта СССР по тяжёлой атлетике в супертяжёлом весе.